# Hendrik Jacob Keuning

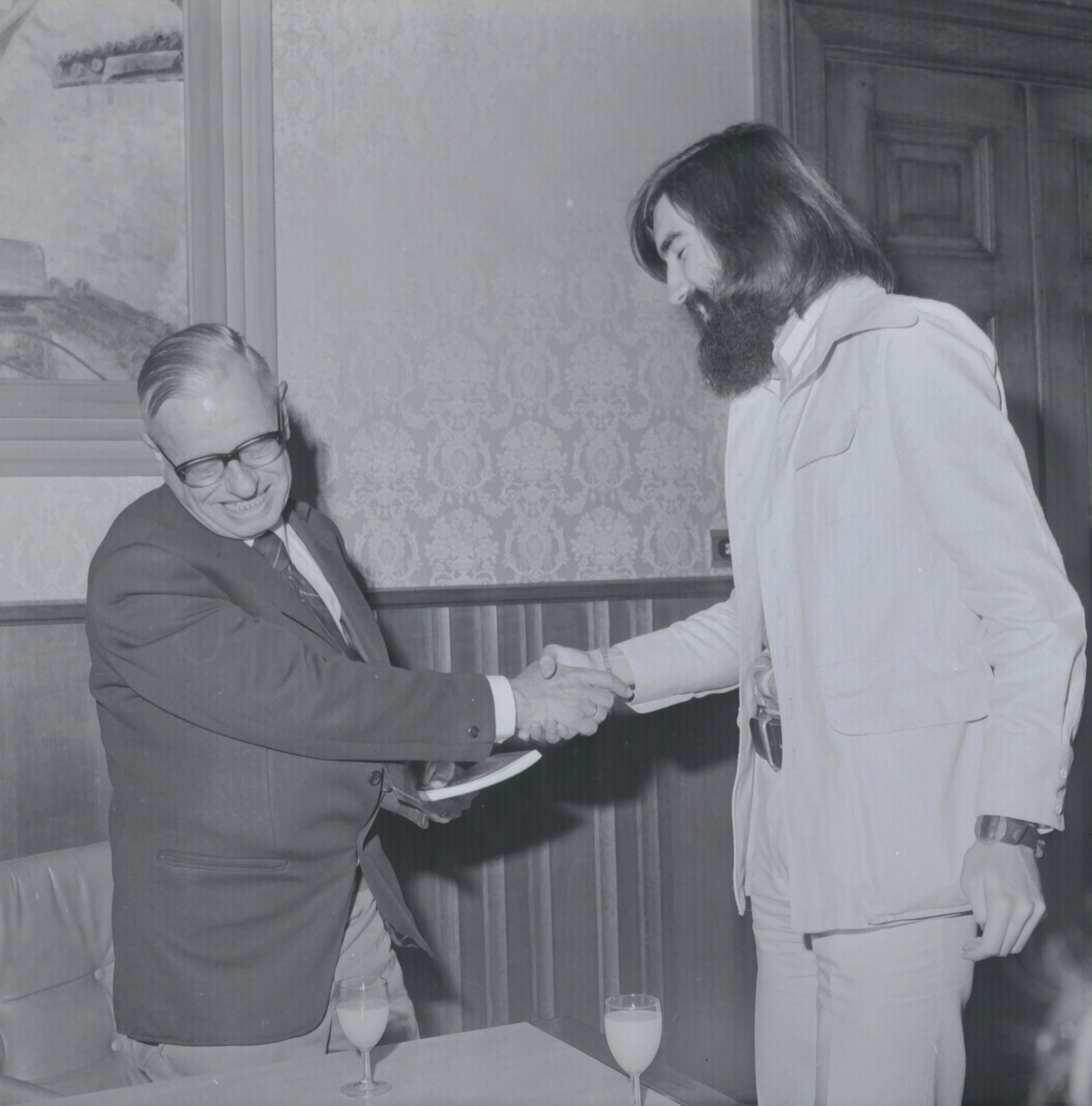
Eerste exemplaar van De Regio Groningen wordt door wethouder Max van den Berg aangeboden aan Keuning (links) op het Stadhuis van Groningen

Hendrik Jacob Keuning (Veendam, 8 juni 1904 - Haren, 20 september 1985) was een Nederlands sociaal-geograaf.

## Levensloop
Keuning was het enig kind van de koperslager Hendrik Keuning (1859-1923) en Geesjen Hazewinkel Puister (1862-1912). De families van moederskant waren actief in de zeevaart.
Na de afronding van de middelbare school ging Keuning MO-Geschiedenis studeren in Groningen. Hij volgde o.a. colleges bij de historicus Izaak Hendrik Gosses. In het voorwoord van zijn proefschrift over de Veenkoloniën geeft Keuning aan dat Gosses hem gewezen had op de studie sociale geografie. In 1925 vertrok Keuning naar Utrecht om sociale en fysische geografie te studeren bij Louis van Vuuren en Karl Oestreich. De laatstgenoemde hoogleraar was verantwoordelijk voor de fysische geografie, het vak dat Keuning als tweede hoofdvak volgde. Keuning was in het collegejaar 1927 - 1928 bestuur van de Vereniging van Utrechtse Geografie Studenten. Een functie die hij samen met Anna de Waal vervulde. In 1930 legde hij het doctoraal examen af. Hij was toen op drie terreinen academisch geschoold: te weten de sociale geografie, de fysische geografie en de geschiedenis.
Keuning was korte tijd leraar aan de Rijks HBS te Sappemeer (1929-1930), maar het onderwijs had niet zijn voorkeur. Op 1 oktober 1930 trad hij in dienst van de Nederlandse Vereeniging voor Hooger Handelsonderwijs te Rotterdam als ‘assistent economische aardrijkskunde’ bij Prof. Willem Boerman. Van 1937-1948 was Keuning werkzaam bij het Centraal Bureau voor de Statistiek als hoofd van de afdeling Handels- en Vervoersstatistiek. Ondertussen had hij in wetenschappelijk opzicht bepaald niet stilgezeten. In 1933 promoveerde hij cum laude op een proefschrift over de Groninger Veenkoloniën. Keuning maakte met onder meer Adriaan de Vooys en Tetje Heeringa deel uit van een groep studenten die tussen 1932 en 1936 bij Van Vuuren promoveerden. In de jaren erna verscheen een regelmatige stroom artikelen op het gebied van de historische en de economische geografie. In 1948 volgde zijn benoeming tot hoogleraar economische en sociale geografie aan de Rijksuniversiteit Groningen. Hij ging daar in 1974 met emeritaat en hij overleed in 1985.
Sinds december 1972 is Keuning erelid van faculteitsvereniging Ibn Battuta. In 2007 werd de alumnivereniging van de Faculteit Ruimtelijke Wetenschappen formeel opgericht. Deze vereniging draagt zijn naam: de Professor Keuning Vereniging.

## Werk en betekenis

### De Groninger Veenkoloniën

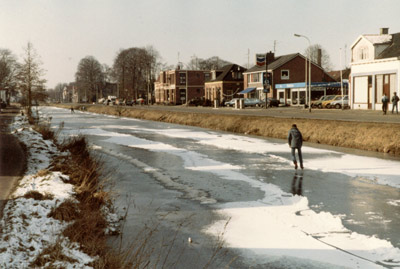
Groninger Veenkoloniën: het Winschoterdiep in Sappemeer. Foto uit 1983; nadien werd het kanaal gedempt

Met zijn proefschrift ‘De Groninger Veenkoloniën. Een sociaal-geografische studie’ sloot Keuning naadloos aan bij de Franse traditie in de sociale geografie (zie Ecologische geografie (Frankrijk) en Utrechtse sociale geografie). In die traditie stond de regionale geografie centraal en het schrijven van een regionale monografie werd beschouwd als de kroon op het werk van de sociaal-geograaf. In deze opvatting van regionale geografie stonden de relaties tussen de menselijke groep en het woongebied centraal. Keuning concentreerde zich wat die relaties betreft op de bestaanswijze in dit deel van Nederland. Het menselijk welvaartstreven had zijn sporen achter gelaten in de voor de Veenkoloniën kenmerkende occupatie- en landschapsvormen en de analyse van deze zichtbare effecten vormde het hart van dit monumentale werk. Keunings Groninger Veenkoloniën is het beste voorbeeld van de Nederlandse regionale geografie uit de periode 1935-1955.

### Het Nederlandsche volk in zijn woongebied
In 1947 verscheen ‘Het Nederlandsche volk in zijn woongebied. Hoofdlijnen van een economische en sociale geografie van Nederland’. De eerste druk kende nog een inventariserende opzet, gebruikelijk voor de landbeschrijvingen van die tijd. In het laatste hoofdstuk constateert Keuning dat het welvaartstreven van het Nederlandse volk een zeer gedifferentieerd beeld vertoont, een beeld dat hij steeds in relatie trachtte te brengen met de fysisch-geografische landschappen. Hij moet echter concluderen dat de gekozen fysisch-geografische indeling te grof is omdat de ‘technische en intellectuele prestaties’ van de bevolking verantwoordelijk waren voor de genoemde differentiatie.
In 1965 verscheen de tweede druk. Het verschil met de eerste druk is opvallend. In plaats van de beschrijving van de hoofdgroepen van bestaansbronnen (landbouw, industrie, handel/verkeer) zoals gegeven in de eerste druk, werd in de tweede getracht de interne verscheidenheid van Nederland te beschrijven in een serie regionale monografieën. Essentieel daarin is het concept van ‘functionele landschapseenheden’. De verschillende regio’s worden beschreven aan de hand van de functies die ze hebben in de nationale economie. Het begrippenpaar ‘stuwend en verzorgend’ fungeerde als hulpmiddel voor het vaststellen van de positie van elk van de Nederlandse regio’s. Keuning introduceerde hiermee een dynamisch regiobegrip in de Nederlandse geografie als voorloper van het later meer gebruikte concept regionaal systeem.

### Mozaïek der functies

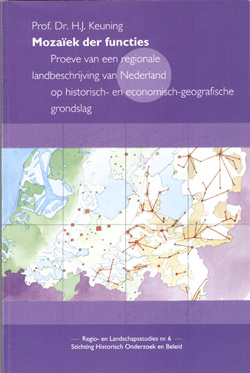
Omslag van de herdruk van Mozaïek der functies

In de periode tussen het verschijnen van de eerste en de tweede druk van ‘Het Nederlandse volk in zijn woongebied’ publiceerde Keuning ‘Mozaïek der functies’. Velen beschouwen dit als zijn meest geslaagde werk. De veranderingen in het mozaïek van landschapstypen werden door hem zichtbaar gemaakt via het presenteren van een reeks historische dwarsdoorsneden.
In elk van de onderscheiden perioden fungeerde het begrippenpaar ‘stuwend-verzorgend’ als leidraad voor analyse en beschrijving. Stuwend en verzorgend werden niet beperkt tot hulpmiddelen voor het typeren van de industriële bedrijvigheid, maar (en dat was nieuw) maar als methodisch middel voor de typering van een gebied als geheel. Het boek werd uitstekend ontvangen. De kritiek betrof voornamelijk de grote aandacht die Keuning had voor de perifere regio’s. Dat laatste was overigens wel een vroege bijdrage aan het debat over het regionale ontwikkelingsbeleid in Nederland.

### Overig werk
Men doet Keuning tekort door zijn bijdrage aan de ontwikkeling van de Nederlandse sociale geografie te beperken tot genoemde drie boeken.
- Hij leverde belangrijke bijdragen aan de ontwikkeling van de historische geografie. Vooral zijn genetische beschouwingen over de ontwikkeling van esdorpen en zijn typologie van esnederzettingen, gebaseerd op de Topografische en Militaire Kaart uit midden 19e eeuw, kunnen hier worden vermeld. De terminologie is tegenwoordig, hoewel nog vaak gebruikt, echter zeer verouderd.[1]

- In Keunings opvattingen is ook goed te zien hoe de aandacht in de Nederlandse sociale geografie verschoof van de ruimtelijke analyse van productievormen naar de ruimtelijke aspecten van consumentengedrag.

- Meer dan welke geograaf in Nederland heeft Keuning consequent de grondslagen van de Utrechtse sociale geografie verdedigd en uitgewerkt. Zijn laatste boek op dit gebied ‘De denkwijze van de sociaal-geograaf’ van 1969 verscheen evenwel op een moment dat de essentiële koerswijzigingen in de Nederlandse sociale geografie al zichtbaar waren geworden (zie Sociale Geografie in Nederland na 1970). Ook in zijn afscheidscollege brak hij nog een lans voor de idiografische regionale geografie, maar halverwege de jaren zeventig was de sociale geografie al andere wegen ingeslagen. Eerst na 1985 zou de regionale geografie in moderne vorm opnieuw aandacht krijgen.

## Selectie van belangrijke publicaties
- De Groninger Veenkoloniën. Een sociaal-geografische studie, Proefschrift Universiteit Utrecht, 1933. In 1989 verscheen een fototechnische herdruk bij Van Dijk en Foorthuis Regio Project Groningen, voorzien van een voorwoord van J.N.H. Elerie en M. Schroor

- Het Nederlandsche volk in zijn woongebied. Hoofdlijnen van een economische en sociale geografie van Nederland, H.P. Leopold Uitgevers Maatschappij, Den Haag, 1947

- Het Nederlandse volk in zijn woongebied. Hoofdlijnen van een economische en sociale geografie van Nederland, H.P. Leopold Uitgevers Maatschappij, Den Haag, 1965 (tweede, geheel herziene en voor een groot deel herschreven uitgave)

- Mozaïek der functies. Proeve van een regionale landbeschrijving van Nederland op historisch- en economisch-geografische grondslag, Eerste druk 1955. Herdruk in 1998 met een voorwoord van J.H.N. Elerie, Regio-Project Uitgevers, Groningen

- De historisch-geografische landschappen van Nederland, Gorinchem, 1945

- Een halve eeuw Utrechtse sociale geografie, TKNAG, tweede serie LXXIV, 1959, p. 10-21

- De denkwijze van de sociaal-geograaf, Utrecht, 1969

- Spreiding en hiërarchie van de Nederlandse verzorgingscentra op de grondslag van hun winkelapparaat, TESG, 62, 1971, p. 3-17

- CiNii: DA08125768
- Digitale Bibliotheek voor de Nederlandse Letteren: keun001
- Gemeinsame Normdatei: 105519049X
- Nederlandse Thesaurus van Auteursnamen: 069236240
- Système universitaire de documentation: 158545788
- Trove: 870533
- Virtual International Authority File: 195713117
- WorldCat: E39PBJbttwv4CydCQDwRGJgFrq